# Dolores Amarillas
Dolores Amarillas är en ort i Mexiko, tillhörande kommunen Jiquipilco i den nordvästra delen av delstaten Mexiko. Orten hade 836 invånare vid folkräkningen 2010.